# Декартово правило знакова
Декартово правило знакова, које је први навео Рене Декарт у свом делу Геометрија (La Géométrie) из 1673. године, је техника којом се може проценити, и у неким случајевима тачно одредити, број позитивних или негативних корена датог полинома. Најчешће се користи у нумеричкој анализи за изоловање корена једначине, изоловање интервала и сл.
Према правилу, ако су чланови полинома једне променљиве са реалним коефицијентима поређани у опадајућем редоследу према степену променљиве, онда је број позитивних корена тог полинома мањи или једнак од броја промена знака између узастопних не-нула коефицијената, при чему је њихова разлика увек паран број (могућно 0). Вишеструки корени се броје посебно. Као Последица овог правила, број негативних корена се може проценити тако што се полазном полиному обрну знаци коефицијената који се налазе на непарним местима, а затим се преброје промене знака између коефицијената, аналогно претходном.
На пример, код полинома
{\displaystyle x^{3}+5x^{2}+3x-9\,}
постоји једна промена знака између трећег и четвртог члана, па он има тачно један позитиван корен. (Факторизацијом овог полинома добија се да се он може записати у облику 
{\displaystyle (x+3)^{2}(x-1),\,}
што значи да су му корени −3 (двоструки корен) и 1.)
Променом знака непарних чланова добија се полином
{\displaystyle -x^{3}+5x^{2}-3x-9\,}
који има две промене знака, између првог и другог, односно између другог и трећег члана, што значи да има 2 или ниједан позитиван корен, односно да полазни полином има 2 или ниједан негативан корен. (Факторизацијом другог полинома добија се 
{\displaystyle -(x-3)^{2}(x+1),\,}
па су његови корени 3 (двоструки) и −1, што се поклапа са коренима првог полинома којима је обрнут знак. Ако је полазни полином {\displaystyle p(x)}, полином настао обртањем знакова при члановима са непарним степеном јесте {\displaystyle p(-x)}.)